# Xylophanes mineti
Xylophanes mineti là một loài bướm đêm thuộc họ Sphingidae. Nó được tìm thấy ở Ecuador và Bolivia.
Sải cánh dài 84–87 mm. Nó tương tự như Xylophanes crotonis, nhưng về kích thước tương tự như Xylophanes sarae. 

## Phụ loài
- Xylophanes mineti mineti
- Xylophanes mineti boliviana Haxaire & Vaglia, 2004 (Bolivia)